# Vera's Vintage Vibes
Vera's Vintage Vibes was een radioprogramma op de Nederlandse radiozender Radio Veronica van Mediahuis, voorheen nog onderdeel van Talpa Network. Het programma werd sinds de start in de week van 28 juni 2021 op zondag tussen 10.00 en 12.00 uur uitgezonden, maar is in 2023 naar zaterdagavond verhuisd. Het programma was toen van 20.00 tot 22.00 uur te horen. Zanger Danny Vera selecteerde wekelijks klassiekers uit de jaren vijftig en zestig, maar gaf ook ruimte aan onontdekte talenten. Op 11 juni 2024 stopte het programma per direct. Inmiddels werd het op zondagavond uitgezonden.